# スーパーサタデー (MBSテレビ)
『スーパーサタデー』は、2022年10月1日より毎日放送（MBSテレビ）の土曜午前から午後にかけて放送されるバラエティ番組ゾーンの名称である。キャッチコピーは『土曜はめっちゃバラエティー!!』。
当該ゾーンにレギュラー出演する芸能人の多くが、吉本興業所属のタレントであるのが大きな特徴となっている。

## 概要

### 番組ゾーン開始までの歴史
MBSテレビでは、長年にわたって土曜の12時台と13時台に吉本興業との共同制作によるバラエティ番組を数多く放送していた。
12時台では、80年代前半に『クイズMr.ロンリー』（のちに日曜13時台にて全国ネット）を放送、80年代後半から2001年3月まで『よしもと新喜劇』（1989年10月22日までは『花月爆笑劇場』）が放送されていた。
13時台は、腸捻転解消後の1975年4月から1984年9月まで『モーレツ!!しごき教室』を放送。1986年4月から1996年6月まで『三枝やすし興奮テレビ→三枝きよし興奮テレビ』を放送した後、『ドキッ!三枝きよし』→『満開!ハッスル家族』と番組名を変更しながら2001年3月まで続いた。
2001年4月より、土曜の10時台からの3時間を情報バラエティ番組『せやねん!』として編成している。13時台の『満開!ハッスル家族』は終了となり、12時台の『せやねん!』第2部にて吉本興業所属タレントのメイン企画を設けることになった。これと入れ替わる形で、『よしもと新喜劇』は13時台の放送となり現在に至る。

### 土曜昼間の大改編
2022年9月1日に、MBSテレビが同年10月1日より月曜深夜の『痛快!明石家電視台』と火曜深夜の『ごぶごぶ』を土曜の昼間に放送枠を移動するとともに、『せやねん!』と『よしもと新喜劇』を加えた4番組を連続で放送することが明らかになった。
同年9月20日に、MBSテレビの秋の改編会見において同年10月より土曜を『スーパーサタデー』として7:30から10時間連続で自社制作番組を放送することを発表した。テレビ離れが進むご時世の中で、テレビ界を活性化させることを今回の改編の目的としている。

## 番組一覧
ここに挙げる番組は、いずれも土曜の放送で全てMBSテレビの制作番組である。
当該項目では、バラエティ番組主体の『狭義としての番組ゾーン』と情報番組を含めた『広義としての番組ゾーン』に便宜上分けることにする。前者の4番組については、特設サイト（外部リンクを参照）にて各番組の公式サイトへリンクされている。

### 狭義としての番組ゾーン
| 放送時間                   | 番組名            | 放送期間        | 備考 |
| -------------------------- | ----------------- | --------------- | --- |
| 9:25 - 11:45 11:58 - 12:54 | せやねん!         | 2001年4月14日 - | 生放送でリアルタイム字幕放送を実施。11:45 - 11:58は『JNNニュース』（このうち、11:53 - 11:58は『MBSニュース』としてローカル差し替え）のため一時中断。 |
| 12:54 - 13:54              | よしもと新喜劇    | 1962年9月 -     | 字幕放送を実施。『サモン日曜お笑い劇場』→『花月爆笑劇場』を経て、1989年10月29日に現行の番組タイトルとなった。                                        |
| 13:54 - 15:00              | ごぶごぶ          | 2007年2月23日 - | 当初は月1回の放送。2011年7月22日から月2回の放送となり、2012年4月3日より毎週放送のレギュラー番組となった。                                            |
| 15:00 - 16:00              | 痛快!明石家電視台 | 1990年4月16日 - | 字幕放送を実施。番組開始当初の半年間は生放送。1990年10月より公開収録の番組として放送している。                                                       |

### 広義としての番組ゾーン
9:25 - 16:00は、前述の『狭義としての番組ゾーン』を参照。
| 放送時間      | 番組名                   | 放送期間                  | 備考 |
| ------------- | ------------------------ | ------------------------- | --- |
| 5:45 - 6:00   | MBS NEWS DIG             | 2023年5月6日 -            | JNN系のNEWSアプリNEWS DIGのMBS(関西版)ランキング形式でお届け！ |
| 6:00 - 6:30   | TOKIOテラス              | 2023年5月6日 -            | 2021年から日曜深夜に月1回放送されていたが、毎週の放送に昇格と同時に土曜6:00 - 6:30にお引っ越し |
| 6:30 - 7:30   | 土曜のあさはほめるちゃん | 2024年4月20日 -           | 関西地方から毎回1つのエリアを、なすなかにしが「ほめポ」（ほめるポイント）を見付けながら散策するオールロケ番組。「ポジティブなVTRだけで構成する『ほめブラ番組』」と称していて、最新回の本編動画を、関西ローカル向けの放送後（放送当日の10:00）からTVerで配信している。 |
| 7:30 - 7:59   | 所さんお届けモノです!    | 2017年4月9日 -            | TBS系列で放送される全国ネット番組。東京支社制作で字幕放送・解説放送を実施。2022年3月までは、日曜17:00 - 17:30の放送であった。 |
| 7:59 - 9:25   | サタデープラス           | 2015年4月4日 -            | TBS系列で放送される全国ネット番組。生放送でリアルタイム字幕放送を実施。2021年4月3日から1年間は7:30 - 9:25に放送されていた。 |
| 16:00 - 17:00 | 再放送枠                 | 2023年4月 -               | |
| 17:00 - 17:30 | 住人十色                 | 2008年4月5日 -            | 字幕放送を実施。関西電力の単独提供番組。 |
| 0:28 - 1:28   | かまいたちの知らんけど   | 2023年4月16日(15日深夜) - | かまいたちの冠番組でもある。2021年から始まったバラエティー番組、2023年3月31日(1日深夜)までは、金曜深夜0:20 - 1:20に放送していた。 |
| 1:28 - 2:01   | Aぇ!!!!!!ゐこ            | 2021年4月18日(17日深夜)   | Aぇ!groupの冠番組。2023年10月15日（14日深夜）放送分までは『関西ジャニ博』という番組名だった。 |

### 過去
| 放送時間      | 番組名                  | 放送期間                      | 備孝 |
| ------------- | ----------------------- | ----------------------------- | --- |
| 16:00 - 17:00 | 三度の飯よりアレが好き! | 2022年4月30日 - 2023年3月25日 | 字幕放送を実施。MBSテレビの若手アナウンサーが週替わりで出演。2023年3月25日の放送で終了した。 |
| 6:30 - 7:00   | KICK OFF! KANSAI        | 2023年4月1日 - 12月2日        | 『KICK OFF!』（日本サッカー協会と日本プロサッカーリーグの企画・監修によるサッカー情報番組シリーズ）の関西版で、初回は放送枠を1時間に拡大していた。2024年12月4日から、放送枠を月曜（日曜深夜）0:50 - 1:20に移動。 |
| 7:00 - 7:30   | グッジョブ!             | 2023年4月15日 - 2024年3月30日 | 上泉雄一（毎日放送アナウンサー）と阪神電気鉄道の「HLT」（ハンシン・レジェンド・テラー）である掛布雅之（MBSラジオ野球解説者で元・阪神タイガース内野手→二軍監督）のコンビで進行。毎日放送本社B館テラスからの生放送で、阪神の戦い振りを掛布が解説していたほか、『三度のメシよりアレが好き!』からロケ企画の一部を引き継いでいた。 |